# Dương Lăng
Dương Lăng (chữ Hán phồn thể: 楊陵區, chữ Hán giản thể: 杨陵区) là một quận của địa cấp thị Hàm Dương, tỉnh Thiểm Tây, Trung Quốc. Dương Lăng nằm ở trung bộ phía tây bình nguyên Quan Trung của tỉnh Thiểm Tây, cách Tây An 82 km, Bảo Kê 89 km. Quận này có diện tích 94 km2, dân số 150.000 người. Khu vực này có khu mộ gia tộc hoàng đế nhà Tùy Dương Kiên nên có tên là Dương Lăng. Năm 1979 huyện Vũ Công được tách khỏi Dương Lăng. Dương Lăng có Đại học Khoa học kỹ thuật Lâm Nghiệp Tây Bắc..